# لس بییارس د سریا
لس بییارس د سریا (به اسپانیایی: Los Villares de Soria) یک دهستان در اسپانیا است که در سریا واقع شده‌است.

## خصوصیات
لس بییارس د سریا ۱۴ کیلومترمربع مساحت و ۱۱۷ نفر جمعیت دارد.